# Ред Крос (Северна Каролина)
Ред Крос (енгл. Red Cross) град је у америчкој савезној држави Северна Каролина.

## Демографија
По попису из 2010. године број становника је 742.
| Група             | 2000.    | 2010.       |
| Белци             | 0 (0,0%) | 700 (94,3%) |
| Афроамериканци    | 0 (0,0%) | 10 (1,3%)   |
| Азијати           | 0 (0,0%) | 5 (0,7%)    |
| Хиспаноамериканци | 0 (0,0%) | 24 (3,2%)   |
| Укупно            | 0        | 742         |